# Landgoed Torgu
Het landgoed Torgu (Estisch: Torgu mõis, Duits: Torkenhof) is een voormalig landgoed in Estland. Het lag op het schiereiland Sõrve, dat deel uitmaakt van het eiland Saaremaa.
De gemeente Torgu, die in 1993 werd gevormd en in 2017 opging in de fusiegemeente Saaremaa, ontleende haar naam aan dit landgoed. De plaats waar het landgoed heeft gelegen lag in het centrum van deze gemeente.

## Geschiedenis
Torgu werd voor het eerst genoemd in 1390 onder de naam Amt Tork, een decanaat van het Prinsbisdom Ösel-Wiek. In 1592 werd een nederzetting Torcke genoemd. In 1798 ontstond een landgoed Torgu, eigendom van de Russische staat.
In 1853 ging het landgoed over in handen van de Russisch-Orthodoxe Kerk, die het land verdeelde onder de boeren die erop werkten. De nederzetting verdween met het landgoed. De naam Torgu bleef in gebruik als die van de orthodoxe parochie. In 1873 kwam een orthodoxe kerk gereed, de Kerk van de Apostel Johannes (Estisch: Torgu Apostel Johannese kirik), gebouwd onder supervisie van de Duits-Baltische architect Heinrich Carl Scheel. De kerk en het bijbehorende kerkhof liggen op het terrein van het dorp Iide, de plaats waar het landhuis van het landgoed heeft gestaan op dat van het dorp Laadla. Het lutherse deel van de bevolking hoorde bij de parochie van Jämaja, waar de Kerk van de Drie-eenheid staat.
In 1944, tijdens de Tweede Wereldoorlog, werd de Kerk van de Apostel Johannes door oorlogshandelingen vernield. Ze is niet meer herbouwd.
In 1977 werd Iide samengevoegd met een deel van het buurdorp Mõisaküla tot een dorp Torgu. In 1997 werden Iide en Mõisaküla weer afzonderlijke dorpen en verdween Torgu als plaats opnieuw van de landkaart.

## Plaatsen op het landgoed
De volgende nog bestaande plaatsen hebben op het landgoed Torgu gelegen: Hänga, Iide, Jämaja (deels), Karuste, Laadla, Lõupõllu, Lülle, Mõisaküla (sinds 2017 Torgu-Mõisaküla), Mäebe (deels), Ohessaare, Soodevahe, Tammuna, Türju en Vintri.